# Медвідь Михайло
Михайло Медвідь (псевдо: «Карпович», «Кременецький», «Кремінь», «Чучкевич») (* ? (1913–1914), м. Тисмениця, Королівство Галичини та Володимирії — † 4 червня 1945, с. Дев'ятники, Жидачівський район, Львівська область) — діяч ОУН, один з організаторів та керівників УПА-Північ. Журналіст військових видань УПА.

## Життєпис
Народився в місті Тисмениця в 1913 або 1914 році. Закінчив торговельну школу в Станіславі (нині м. Івано-Франківськ).
З 1933 року стає членом Організації Українських Націоналістів. Політв'язень польських тюрем.
У 1940 році — організатор військових курсів ОУН на Холмщині. Згодом — учасник «похідних груп» ОУН у 1941 році, військовий референт крайових проводів північних та південно-східних українських земель протягом 1941–1943 років.
Співорганізатор збройних відділів УПА-Південь у Холодному Яру в 1943 році. Наприкінці 1943-го — керівник центрального технічного зв'язку головного військового штабу УПА. Шеф штабу УПА-Північ протягом січня—червня 1944 року. Член головного військового штабу УПА, відповідальний за зв'язок з Волинню.
Протягом 1944–1945 років — начальник вишкільного відділу крайового військового штабу УПА. Працівник головного осередку пропаганди ОУН, член редакції журналу «Повстанець» у 1944–1945 роках.
Загинув у криївці, у селі Дев'ятники (тепер Жидачівського району Львівської області), оточений спецгрупою НКДБ УРСР.

## Вшанування пам'яті
У багатьох містах України є Вулиця Героїв УПА, до яких належить і Михайло Медвідь.